# Подільський узвіз (Київ)
Поді́льський узві́з — вулиця в Подільському та Шевченківському районах міста Києва, місцевості Куренівка, Плоське, Реп'яхів яр. Пролягає від Овруцької вулиці до Кирилівської вулиці.

## Історія
Прокладений у середині 50-х років XX століття, як альтернатива Смородинському узвозу. Сучасна назва — з 1957 року. До Подільського узвозу прилучається прохід (сходи) до Макарівської вулиці.

## Особливості
Узвіз не має забудови, проходить між пагорбами та схилами. Незважаючи на відносно молодий вік узвозу, він на всій протяжності забрукований.

## Зображення

Початкова частина Подільського узвозу (тут до початку 1960-х років пролягала ділянка Нагірної вулиці, знесена в ході прокладання узвозу)
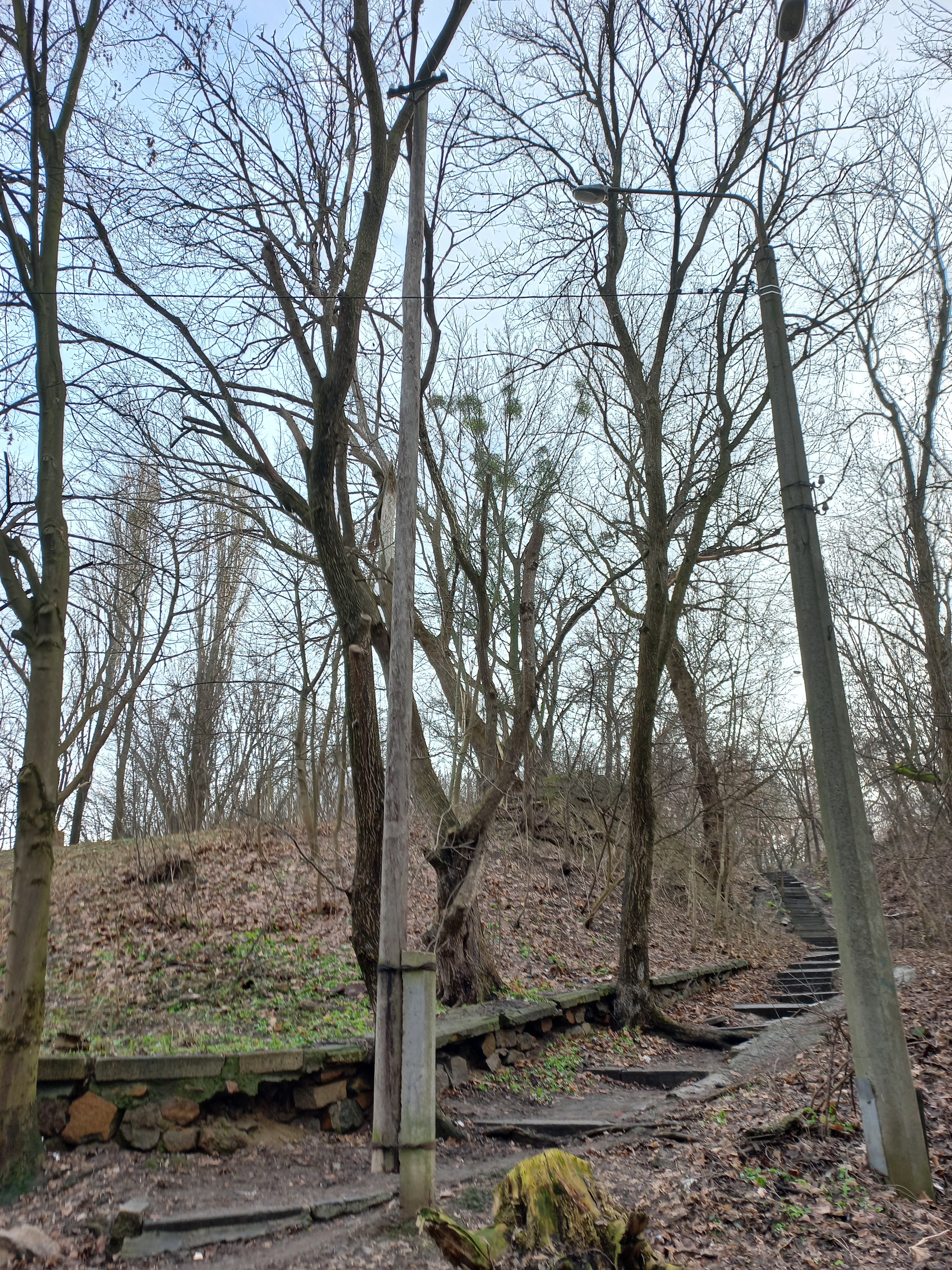
Сходи від нижньої частини узвозу до Макарівської вулиці